# 愛の十字架
「愛の十字架」（あいのじゅうじか）は、西城秀樹の7枚目のシングル。1973年12月5日にRCAから発売された。

## 解説
- 「情熱の嵐」以来の、たかたかし（作詞）、鈴木邦彦（作曲）、馬飼野康二（編曲）による作品である[3]。前作「ちぎれた愛」に続いて絶唱型の楽曲となっている。
- 「ちぎれた愛」に続いて2作連続でオリコン週間チャート第1位を獲得、100位内に14週ランクインし35.2万枚のセールスとなった[1][2]。
- B面の「色づいた果実」はアルバム『エキサイティング秀樹 - ちぎれた愛/情熱の嵐』の収録曲である。

## 収録曲
（全編曲：馬飼野康二）
1. 愛の十字架
作詞：たかたかし／作曲：鈴木邦彦
2. 色づいた果実
作詞：岡田冨美子／作曲：馬飼野康二